# Saint Porno
«Saint Porno» — роман українського письменника Богдана Логвиненка, виданий харківським видавництвом Книжковий клуб «Клуб сімейного дозвілля» у 2016 році. Загальний наклад 17000 примірників.
Роман було презентовано на шостому Книжковому арсеналі. Тираж запланований на 4 дні ярмарки було розкуплено за півтора дні.

| Це книга-виклик, книга-провокація. Це розповідь про те, що не афішують, що обговорюють у дуже тісному товаристві — і що становить більшу частину усього інтернет-трафіку. Про порно. Про гласні й негласні правила цього «іншого» кіно, з його зірковими режисерами, халтурним трешем, власним «Оскаром» і міфами про манливу доступність. Про зруйновані стереотипи і приголомшливі одкровення. Це історія дівчини з української провінції, яка знайшла адреналін, особисту свободу й улюблену роботу на знімальному майданчику за щільно запнутими вікнами. Утім, пошуки себе тривають. |
Автор про книгу
| Кажуть, що порно займає 40% трафіку в інтернеті, але в нашій країні це досі дуже делікатна тема, на яку не говорять. Я вирішив опублікувати розповідь саме порноакторки, бо про це ніхто ніколи в Україні не писав. Сама тема чомусь вважається табуйованою, а мені здається, що ця історія нічим не відрізняється від тисяч інших – вона про роботу, про те, як можна любити свою справу, навіть якщо це порнобізнес. |

## Історія виникнення
До Богдана Логвиненка на лекцію прийшла одна дівчина. Вона розповіла, що працює у Санкт-Петербурзі нелегально, а пізніше зізналася, що працює в порноіндустрії. Тоді виник задум написати про неї історію. Богдан практично не спав цілий тиждень, коли записував з майбутньою головною героїнею інтерв'ю, що тривало від 6 до 10 годин щодня. Дівчина, відповідаючи, багато думала, тому що були речі над якими вона ніколи над цим не розмірковувала. Перед виходом книги, він відправив чернетки дівчині, вона з ними ознайомилась та не заперечувала проти публікації.

| Я іноді відчуваю себе брутальним чоловіком, бо говорю про те, про що не говорять. Я хотів поговорити у цій книзі про свободу, адже 25-26 років незалежності, про це вже час говорити. Книга більше про свободу, ніж про порно[3] |

## Рецензії на книгу
Ірена Карпа:

| «Стрункий і влучний текст без “розсусолювань”. Богданова героїня запросто могла би стати викладачкою якого-небудь із цих напівідіотських псевдоведичних курсів імені “как стать настоящєй женщіной” чи “найді в сєбє богіню”, але вона... занадто розумна для цього. І занадто вільна. Софістікейтед сповідь порно-акторки українського походження. Те, що ви завжди бачили, але не хотіли прочитати між рядками. Я би назвала цю книгу взагалі так, як називають тугу і дике бажання чогось: Food Porn, Travel Porn, Cabin Porn. Порно як вибір. Отже, це буде звичайне собі Life Porn. Без купюр». |

## Презентація книги
Одразу після виходу автор отримав дуже щільний графік презентацій книги, в багатьох містах, а також переклад уривків книги та презентації закордоном:
|    | квітень                      |    | травень                               |    | червень                         |
| -- | ---------------------------- | -- | ------------------------------------- | -- | ------------------------------- |
| 19 | Київ, Книгарня Є             | 02 | Ужгород, Під Замком                   | 04 | Київ, Фестиваль «Travelage 2.0» |
| 22 | Київ, Книжковий арсенал      | 03 | Коломия, Ґенеза                       |    |                                 |
| 25 | Рівне, Центральна бібліотека | 03 | Івано-Франківськ, Під Лиликом         |    |                                 |
| 26 | Луцьк, Книгарня Є            | 04 | Жмеринка, Філіжанка                   |    |                                 |
| 27 | Львів, Кумпель               | 04 | Вінниця, Бібліотека Тімірязєва        |    |                                 |
| 28 | Тернопіль, Книгарня Є        | 05 | Одеса, HUB Вітальня                   |    |                                 |
| 29 | Чернівці, Literatur Café     | 07 | Суми, Бібліотека УАБС                 |    |                                 |
|    |                              | 08 | Кременчук, Адаптер                    |    |                                 |
|    |                              | 09 | Дніпро, Книгарня Є                    |    |                                 |
|    |                              | 10 | Запоріжжя, Наукова бібліотека         |    |                                 |
|    |                              | 11 | Харків, Книгарня Є                    |    |                                 |
|    |                              | 13 | Варшава, Наш вибір                    |    |                                 |
|    |                              | 14 | Прага, Cafe Laika                     |    |                                 |
|    |                              | 20 | Вроцлав, Klub Proza                   |    |                                 |
|    |                              | 24 | Ряшів, Przestrzeń Książki Ukraińskiej |    |                                 |